# 3. vojaško območje (JLA)
3. vojaško območje (kratica 3. VO) je bilo poveljniška formacija v sestavi Jugoslovanske ljudske armade.

## Zgodovina
3. vojaško območje je bilo ustanovljeno 1. januarja 1989.
Leta 1991 je vojaško območje imelo 41.000 vojakov, 729 tankov, 472 oklepnih bojnih vozil in 1.190 artilerijskih orožij (od tega 60 večcevnih raketometov).

## Organizacija
1991
- poveljstvo
- 2. korpus
- 21. korpus
- 41. korpus
- 42. korpus
- 51. korpus
- 52. korpus
- 211. oklepna brigada
- 243. oklepna brigada
- 150. mešana artilerijska brigada
- 102. raketna artilerijska brigada